# Hellgate: London
Hellgate: London (englisch für „Höllentor: London“) ist ein von Flagship Studios entwickeltes Computerspiel, dessen fiktive Handlung in einem postapokalyptischen und von Dämonen verwüsteten London im Jahr 2038 angesiedelt ist. Hellgate: London ist ein Hack & Slay, das die Elemente eines Computerrollenspiels mit Elementen eines Ego-Shooters verbindet. Es weist unverkennbare Ähnlichkeiten zur Diablo-Serie auf. Der Schwerpunkt des Gameplays liegt bei der Charakterentwicklung, die dadurch vorangetrieben wird, dass der Spieler zum Lösen von Aufgaben aufgefordert wird und vor allem, dem typischen Hack-&-Slay-Prinzip von Rollenspielen folgend, Monster und Dämonen aus der Hölle zu töten hat. Dafür erhält der Charakter Erfahrungspunkte und eine Vielzahl verschiedener Gegenstände – Waffen, Rüstungen, Palladium-Münzen als Zahlungsmittel u. v. m. Im Gegensatz zu klassischen MMORPGs besteht Hellgate: London nicht aus einer einzigen Spielewelt, sondern aus Instanzen (vgl. Guild Wars). Darüber hinaus ist die Handlung in fünf Akte unterteilt und es gibt zu jedem Akt einen Endgegner.
Am 24. Oktober 2008 gab Namco Bandai Games im offiziellen Forum bekannt, die Multiplayer-Online-Server zum 31. Januar 2009 abzuschalten. Diese Abschaltung wurde am 1. Februar 2009 vollzogen. Ein Multiplayer-Online-Modus ist in Nordamerika und Europa seither nicht mehr möglich.
Am 4. März 2009 gab der koreanische Herausgeber HanbitSoft bekannt, alle Rechte für Hellgate: London für Südkorea, einige Teile Asiens, aber nicht Japan zu besitzen und weiterentwickeln zu wollen. Als beauftragter Entwickler wird das Redbana US Studio benannt. In den genannten Ländern gibt es einen Multiplayer-Online-Modus für Hellgate: London und weiterführenden Support.
Am 18. Januar 2010 hat HanbitSoft bekanntgegeben, dass Hellgate: London – Resurrection noch dieses Jahr nach Europa kommt.

## Handlung
Die Handlung vermischt reale Schauplätze, Personen und Gruppen mit Elementen aus dem Bereich der Fantasy. Im Jahr 2020 fielen Dämonen aus der Hölle über die Welt her, der Krieg dauert bereits 18 Jahre. Nur wenige der berühmten Templer, die einer Legende nach die einzigen sind, die über das Wissen verfügen, wie die Dämonen erfolgreich bekämpft werden können, konnten sich mit anderen in die London Underground, die einst von den Freimaurern als Bollwerk gegen Dämonen erbaut wurde, retten und bekämpfen seither von dort das Böse aus der Hölle. Es ist das Jahr 2038. Der Höllenbrand, ein seit einem Jahrzehnt andauernder Prozess, verwandelt die Erde in eine Hölle. Um das Überleben der Menschheit zu sichern, muss das Böse bekämpft, die Dämonen in die Hölle zurückgedrängt und das Höllentor verschlossen werden.
Der Spieler selbst startet in einem Hinterhof-ähnlichen Gebiet, in dem er eine Funkübertragung erhält, die sagt, dass er „Murmur“ (zu Deutsch: Geflüster) retten soll. Murmur war mit einem Templerkonvoi auf Suche nach verwertbaren Dingen, als sie angegriffen wurden. Nachdem der Spieler vom letzten, sterbenden Templer zusammen mit Murmur zur Holborn-Station geschickt wird, versorgt ihn Murmur immer wieder mit entscheidenden, handlungsfördernden Quests und ist in jeder Station zu finden, ist also eine ständige Begleitfigur die den Spieler unterstützt.
Der Spieler reist von Station zu Station und bekommt nach kurzer Zeit eine wichtige Aufgabe: er muss die fünf Wahrheiten, oder auch die fünf Seher, aus einer alten Überlieferung finden. Diese Seher offenbaren dem Spieler, dass er ein Siegel und einen Erlöser finden muss. Er findet den Erlöser in Form von Emmera, einer Kabbalistin, die sich ihre Menschlichkeit bewahrt hat. Nachdem er das Siegel gefunden hat, muss der Spieler die fünf Prüfungen der fünf Seher absolvieren, um die Macht zu haben, alle Weisheiten zu aktivieren. Als sie die letzte Weisheit aktiviert haben wollen, erscheint Sydonai, der Anführer der Dämonenarmee und tötet Murmur. Durch dieses Opfer erhalten sie genügend Zeit, die letzte Weisheit zu aktivieren und so Sydonai verletzbar zu machen. Der Spieler und Emmera betreten gemeinsam die Hölle und besiegen Sydonai. In der letzten Videosequenz erscheint Murmur, der trotz seiner enormen Verletzungen noch bei voller Gesundheit ist und es stellt sich heraus, dass Murmur die ganze Zeit über ein ebenso mächtiger Dämon war wie Sydonai und nur deshalb dem Spieler geholfen hatte, weil er sich durch Sydonais Vernichtung eine eigene Dämonenarmee erhofft hatte. Murmur schickt den Spieler zurück durch ein Portal.

## Spielprinzip
Der bedeutende spieltechnische Unterschied zu Diablo II, das nur die isometrische Perspektive kennt, ist, dass der Spieler in Hellgate: London zwischen der Third-Person-Perspektive oder mit Schusswaffen auch in die Egoperspektive wechseln kann. Die Wahl hängt vom Spieler und der gewählten Heldenklasse ab. Die Steuerung geschieht vor allem über die Tastatur, mit der Maus werden Richtung, Ziel und Aktionen (zum Beispiel Schuss) gesteuert. Alle ballistischen Waffen, auch Energiebälle, verfolgen nicht den Feind, sondern fliegen in die Schussrichtung. Im Gegensatz zum Auto-Aiming, bei dem Waffe und Geschoss sich ihr Ziel selbstständig suchen, muss der Spieler mit Fadenkreuz in die Richtung des Feindes schießen, die Trefferzahl und der Schaden hängen von den ballistischen Fähigkeiten der Heldenklasse und der Waffe ab; diese Form des Zielens heißt im Computerspieler-Jargon Self-Aiming. Da sich der Radius der Schadenswirkung der meisten Waffen verbessern lässt, kann in vielen Fällen auch vom Soft-Aiming gesprochen werden, so reicht es meist aus, im Gegensatz zu einem Ego-Shooter, die Waffe einfach in Richtung Ziel zu halten, um das Ziel zu treffen und zu vernichten. Ein Nachladen, wie in Ego-Shootern üblich, gibt es nicht. Die Langzeitspielbarkeit in Hellgate: London wollten die Entwickler erreichen, indem sie dem Spieler eine hohe Zahl attraktiver Gegenstände bieten (Loot) und die Landschaften, Monster, Dämonen und die zu findenden Gegenstände beim ersten Betreten nach einem Zufallssystem verändern, so dass der Eindruck immer neuer Spielewelten entsteht.

### Heldenklassen

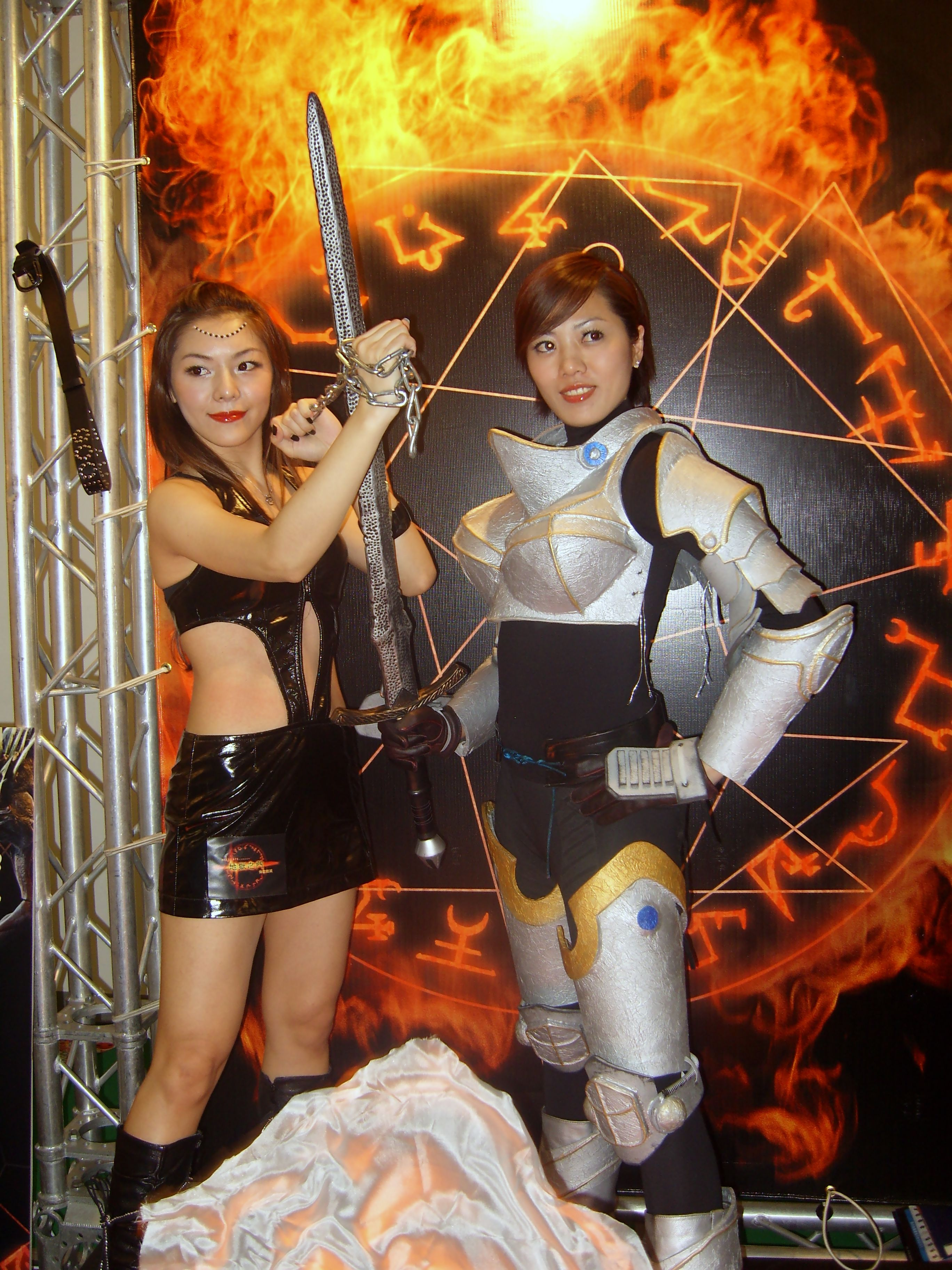
Hellgate-Cosplay auf der Taipei Game Show 2008

Wie in Rollenspielen üblich, gibt es in Hellgate: London verschiedene Heldenklassen. Drei Fraktionen teilen sich in je zwei Klassen. Jede Klasse besitzt ihre eigenen Fertigkeiten.
- Die „Templer“ sind eher Nahkämpfer. Als wählbare Klassen gibt es den „Schwertmeister“, dessen Fertigkeiten auf den Umgang mit zwei Schwertern ausgelegt sind und den „Hüter“, der mit Schwert und Schild kämpft.
- Die „Kabbalisten“ stellen eine Art Zauberer dar. Der „Kampfmagier“ beherrscht im Kampf vor allem Zaubersprüche und als „Beschwörer“ ruft der Kabbalist Diener und Begleiter herbei, die ihn im Kampf unterstützen.
- Die „Jäger“ sind Spezialisten im Umgang mit Schusswaffen und Maschinen. Den Beschwörern ähnlich, baut der „Ingenieur“ Drohnen und Bots, um sie gegen seine Feinde einzusetzen. Der „Scharfschütze“ ist die typische Ego-Shooter-Figur, dessen Fertigkeiten besonders im Schusswaffengebrauch liegen.

### Schauplätze
Der Schauplatz des Spiels ist die Stadt London im Jahr 2038. Das Spiel besteht aus 5 Akten. Als zentrale Basen dienen die Stationen der London Underground, zum Beispiel die Covent Garden Station (Akt 1), den Spielern als Sammelpunkt und Marktplatz zugleich. Hier sammeln sich die Helden, um vereint zu kämpfen (Multiplayer), kaufen, verkaufen und tauschen Gegenstände oder erhalten neue Aufgaben durch die sog. NSCs. Die Kampfplätze sind unter anderem die Straßen Londons, das Röhrensystem der London Underground oder das fiktive Londoner Tunnel- und Kanalsystem.

### Gegenstände
Gegenstände können während des Kampfes gefunden oder in den Stationen der London Underground bei bestimmten NPCs gekauft werden. Zusätzlich hat der Spieler die Möglichkeit, Gegenstände an dafür vorgesehenen Maschinen aufzuwerten und zu verändern. Die Zahl der Gegenstände wird durch ein Zufallssystem bestimmt, das den Basisklassen, zum Beispiel Rüstungen, Schilde und Waffen, verschiedene Attribute, zum Beispiel einen höheren Schadens- oder Verteidigungswert, Slots für Magazine oder Batterie-Packs, hinzufügt. Die Zahl der Attribute hängt vom Seltenheitswert des Gegenstandes ab. Die normalen Gegenstände sind Grau und häufig zu finden. Die seltenen Gegenstände sind Grün, die legendären Gegenstände sind Orange. Die einzigartigen Gegenstände sind Gelb, diese kann man nur einmal besitzen. Die Seltenheit und die Attribute bestimmen den Wert eines Gegenstandes. Wertvolle Gegenstände sind für das Fortkommen und die Stärke eines Helden entscheidend und haben deshalb bei Spielern einen sehr hohen Stellenwert.

### Waffen
Die wichtigste Unterscheidung der Waffen liegt in ihrer Reichweite. Da ist zum einen die Klasse der Nahkampfwaffen, wie Schwerter und Schläger, von denen einige zusätzliche Modifikationen zulassen, um deren Basisschaden zum Beispiel durch Gift zu erhöhen. Die andere Klasse sind die Distanzwaffen, wie Pistolen und Gewehre, die mit einer Vielzahl von Modifikationen in Reichweite und Wirkung verändert werden können. Die häufigsten Schadenstypen sind: physischer Schaden, Feuerschaden, Giftschaden, Elektroschock und Spektralschaden. Zusätzlich verstärkt ein gezielter Ausbau bestimmter Fertigkeiten eines Helden die Schadenswirkungen der entsprechenden Waffenklasse.

### Monster
Der Spieler trifft im Spielverlauf auf eine Vielzahl verschiedener Monster, Zombies und Dämonen, wie Necromanten, Geister und Biester, die sich nicht nur im Aussehen, sondern vor allem auch in ihren Fähigkeiten unterscheiden; wie bei Diablo II nehmen mit steigender Monsterstufe auch die Lebens- und Verteidigungspunkte und die Schadenswirkung der Monster zu. Zusätzlich gibt es eine Vielzahl an speziellen und zufälligen Quest-Monstern, die sog. Super-Uniques, die für das Gewinnen an Erfahrung und um in den Besitz attraktiver Gegenstände zu gelangen oder für das Weiterkommen im Spiel besiegt werden müssen.

### Quests
Das Spiel unterscheidet zwischen drei verschiedenen Quest-Typen.
- Pflicht-Quests: Diese Quests, die dem Handlungsverlauf folgen, sind obligatorisch; die Spieler müssen diese Aufgaben erfüllen, um ihre Helden weiterentwickeln zu können.
- Neben-Quests: Einfache Quests in acht grundlegenden Arten: sammeln, erforschen, begleiten, Schädlingsbefall, jagen, reisen, reden und Benutzung von Objekten. Die Nebenquests sind freiwillig und können neben der Story-Mission gelöst werden, um als Belohnung Geld und Gegenstände zu erhalten.
- Zufällige-Quests: Allgemeine Quests werden zufällig generiert; die NSCs und die dazugehörigen Ziele tauchen zufällig in der Spielwelt auf. Der Abschluss dieser Quests steigert den Ruf der Beteiligten, zeigt neue spezielle Quests, neue Produkte und öffnet unter anderem neue Talentebenen. Einige Aufgaben sind schwerer zu finden als andere.

### Multiplayer
Außer dem Single-Player-Modus gab es einen kostenlosen Multiplayer-Online-Modus und einen kostenpflichtigen Multiplayer-Online-Modus, der erweiterte Funktionen bot. Im Juli 2008 wurde der kostenpflichtige Multiplayer-Online-Modus eingestellt, am 1. Februar 2009 das von Namco Bandai Games verwaltete Online-Netzwerk zu Hellgate London abgeschaltet. Seit August 2017 gibt es einen privaten Server der von Fans des Games betrieben wird. Die Nutzung ist für die Spieler komplett kostenfrei. Es wird eine CD des Spieles für die Installation benötigt. Dazu benötigt der geneigte Spieler Dateien um das Spiel zu „patchen“ Diese Dateien stehen auf der Webseite www.london2038.com für die Spieler bereit. Bis zum 31. Oktober 2020 läuft das Spiel als Open Alpha, am 31. Oktober 2020 wird die Beta Version veröffentlicht, so haben das die Entwickler auf Discord, Facebook und im Forum der Webseite London2038.com angekündigt. Das Spiel wird auch in Zukunft online völlig kostenfrei spielbar bleiben.

## Entwicklung
Hellgate: London ist eines der ersten Spiele, das DirectX 10 unterstützt, wofür aber die entsprechende Hardware und Windows Vista erforderlich sind. Die Musik wurde von Cris Velasco und Sascha Dikiciyan erstellt, die zuvor Musik zu verschiedenen First-Person-Shootern und Schleich-Shootern (etwa Splinter Cell) schufen.
Im Laufe der Zeit wurden mehrere Patches veröffentlicht. Für den Singleplayer ist der wichtigste die finale Version des Patches 1.2 und für den Multiplayer war es der Patch 1.0, The Stonehenge Chronicles, dem weitere kleinere Patches folgten. Der Patch 2.0, The Abyss Chronicles, wurde kurz nach Bekanntwerden der Schließung der Flagshipstudios im Beta-Status eingestellt und das zugehörige Testcenter geschlossen. Am 4. Juli 2009 veröffentlicht eine private Gruppe aus Hellgate:-London-Fans einen Revival-Patch für den Singleplayer-Modus.

## Rezeption

### Kritiken
Bewertungen des Einzelspielermodus:
- Computer Bild Spiele: Befriedigend[4]
- Games Aktuell: 82 %
- PC Games: 79 %[5]
- PC Action: 81 %[6]
- GameStar: 80 %[7]

Bewertungen des Mehrspielermodus:
- PC Games: 75 %[8]
- PC Action: 75 %[9]

### Datenschutzkontroverse
Ein Passus im Endbenutzer-Lizenzvertrag (EULA) zu Hellgate: London (Content to Use of Data), der bereits in der EULA der Demoversion enthalten ist, erregte erheblichen Unmut bei Datenschützern und besorgten Spielern. Die Verantwortlichen reagierten mit einer Stellungnahme auf der offiziellen Website; es gebe keinen Grund, beunruhigt zu sein. In der Eula heißt es unter anderem: Electronic Arts behält sich vor, die IP-Adressen der Anwender für das Schalten von Werbung zu speichern und auch andere, angeblich anonyme Daten über PC und installierte Software zu sichern. Die gespeicherten Informationen sollen EA, verbundenen Unternehmen und der Unternehmung nahestehenden Personen („related parties“) zur Verfügung stehen. Nach Angaben von Flagship Studios handelte es sich dabei jedoch um eine Standardformulierung. Es werde nur nach Cheat-Programmen und unerlaubten Modifikationen an den Spieldateien gefahndet.

## Belletristik

### Comics
- Hellgate: London, (Der offizielle Comic zum Spiel) von Ian Edginton und Steve Pugh, Panini Verlag, 2007, ISBN 3-86607-479-4
- Hellgate: London, Band 1 von Arvid Nelson und Lee Tae-Hang, Tokyopop Verlag, 2008, ISBN 3-86719-400-9

### Romane
- Hellgate: London – Exodus, Band 1 von Mel Odom, Panini Verlag, 2007, ISBN 3-8332-1646-8
- Hellgate: London – Goetia, Band 2 von Mel Odom, Panini Verlag, 2008, ISBN 3-8332-1746-4
- Hellgate: London – Allianz, Band 3 von Mel Odom, Panini Verlag, 2009, ISBN 3-8332-1784-7